# Tupaia picta
Espèce
Statut de conservation UICN

 LC  : Préoccupation mineure
Statut CITES
Tupaia picta est un mammifère de la famille des Tupaiidae.

## Répartition

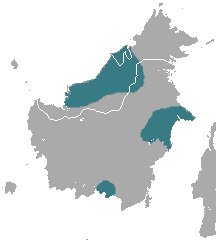
Répartition de l'espèce.

Cette espèce vit au Brunei, en Indonésie et en Malaisie.